# خدیو
خدیو (ترکی عثمانی: خدیو) لقبی با ریشه فارسی «خدا»، به معنی صاحب و ارباب است. این لقب از سال ۱۸۶۶ یا ۱۸۶۷ منحصراً برای والیان امپراتوری عثمانی در مصر کاربرد داشت. هنگامی که مصر تحت‌الحمایه بریتانیا سال ۱۹۱۴ شد، سلطنت مصر شروع شد بجای این لقب از سلطان استفاده شد. 

## تاریخ منصب
نخستین کسی که با این لقب خوانده شد خدیوی اسماعیل است. پیش از وی، از محمدعلی پاشا تا محمد سعید پاشا این لقب را نداشتند و لقب آن‌ها «والی مصر» یا «عزیز مصر» بود. اسماعیل پاشا خود نیز در ابتدای کار که توسط عثمانیان بر ولایت مصر گماشته شده بود لقب «والی مصر» را داشت تا سال ۱۸۶۶ لقب خدیو را از آن خود کرد. به موجب این لقب حق ارث خدیو به بزرگ‌ترین فرزند وی می‌رسید اما پیش از این فرمانداری مصر از فرماندار یا والی به یکی از اعضای خاندانش می‌رسید که پادشاه عثمانی اختیار کامل در انتخاب هرکسی که دلش می‌خواست را داشت. لقب خدیو امتیازی بود که دیگر فرمانداران ولایت‌های قلمروی عثمانی نداشتند و این امتیاز سلطان عثمانی محمد علی پاشا در تاریخ ۱۲ فوریه ۱۸۴۱ به خدیوی اسماعیل بخشید.